# Aeroportul Regional Maringá
Aeroportul Regional Maringá (IATA: MGF, ICAO: SBMG) este un aeroport din Paraná, Brazilia ce deservește zona Maringá. Aeroportul a fost tranzitat în 2022 de 562.239 de pasageri. A fost numit după zona deservită.
Situat la o altitudine de 545 m, aeroportul dispune de 1 pistă.

## Infrastructură

### Piste
Aeroportul dispune de o singură pistă. Pista 10/28 are suprafața de asfalt și dimensiunile 2.100 m × 45 m. 